# Cerro Negro (volcán)
Cerro Negro es un volcán ubicado en el departamento de León, Nicaragua, a 25 kilómetros al este de la cabecera departamental del mismo nombre y tiene 726 metros de altitud, pertenece a la cordillera de los Marrabios. Su nombre proviene del color que le da la arena negra volcánica en sus laderas; y surgió hace un siglo y medio al ras de la llanura.
La actividad eruptiva en Cerro Negro se caracteriza por erupciones explosivas estrombolianas a subplinianas impulsadas por magma basáltico rico en volátiles que asciende rápidamente desde varias profundidades de la corteza (>15 a 6 km), lo que resulta en el inicio de actividad precursora en aproximadamente 30 minutos antes de una erupción. El flujo volátil en el Cerro Negro se origina en el manto y asciende a la superficie a través de una serie de fracturas de la corteza terrestre que actúan como conductos permeables. A pesar de la falta de nuevas erupciones, el sistema hidrotermal de Cerro Negro continúa evolucionando debido a precipitaciones estacionales, fallas en las pendientes (las que exponen y entierran sitios de desgasificación activa), y explosiones de sismicidad regional que tienen el potencial de abrir nuevos conductos para liberación de gas y magma. El Cerro Negro y el Hekla en Islandia son ejemplos de volcanes problemáticos, en términos de la velocidad con la que una erupción puede ocurrir con poco tiempo de aviso

## Nacimiento
Nació en la madrugada del 13 de abril de 1850, siendo uno de los más recientes partos de la historia volcánica del planeta, en medio de temblores, ruidos subterráneos, y proyecciones de lava. Es uno de los pocos volcanes históricos del mundo, como el Izalco en El Salvador, el Santiaguito en Guatemala y el Paricutín en México, pues la mayoría surgió en la prehistoria. En dos semanas alcanzó unos 50 metros de altura y en erupciones posteriores se caracterizó por la apertura de conos adventicios o grietas por donde fluyeron corrientes de lava; el cráter volcánico se caracterizó por una espesa nube de piroclastos de 6 kilómetros de altura que descargó una lluvia de cenizas al occidente, castigando principalmente a la ciudad de León.

## Erupciones
El Cerro Negro ha tenido 23 erupciones en total –las últimas muy violentas incluyendo la primera– en 1867, 1914, 1923, 1947, 1946, 1950, 1968, 1971, 1992, 1995 y 1999; en la de julio y agosto de 1947 estuvo en erupción dos semanas y era tal la lluvia de ceniza sobre León que hasta se acumulaba en las calles, techos de tejas de las casas y la terraza de la Catedral; no se podía respirar por lo que el obispo Isidro Augusto Oviedo y Reyes le prometió a la Virgen María que se celebraría la Gritería de Penitencia o Chiquita, llamada así para no confundirla con la del 7 de diciembre, la noche del 14 de agosto de cada año (víspera de la fiesta de la Asunción de la Virgen), para que se calmara el volcán. 
En noviembre y diciembre de 1995 ofreció un gran espectáculo lanzando curtidores de lava desde la cumbre; más recientemente en agosto de 1999 brotaron tres cráteres adventicios en las faldas del volcán arrojando lava y ceniza. De continuar estas erupciones en forma tan repetida y violenta llegará al cabo de pocos siglos a levantar su cabeza por encima de todos los otros volcanes vecinos.

## Beneficio del Cerro Negro
Aunque las erupciones de este y otros volcanes han sido perjudiciales para la población de sus alrededores y para el pueblo de León, la ceniza ha fertilizado la llanura leonesa en la cual se cultiva algodón, naranjas, maíz, etc.